# NGC 5177
NGC 5177 este o galaxie spirală situată în constelația Fecioara. A fost descoperită în 29 iunie 1883 de către Ernst Hartwig.